# Enebakk
Enebakk é uma comuna da Noruega, com 232 km² de área e 9223 habitantes (censo de 2004).         